# آسیات
آسیات (به لاتین: Aasiaat) در گرینلند با جمعیت ۳٬۱۴۲ نفر است که در گرینلند واقع شده‌است.